# Asceles
Asceles är ett släkte av insekter. Asceles ingår i familjen Diapheromeridae.

## Dottertaxa tillAsceles, i alfabetisk ordning[1]
- Asceles adspirans
- Asceles annandalei
- Asceles artabotrys
- Asceles bispinus
- Asceles brevicollis
- Asceles brevipennis
- Asceles caecius
- Asceles certus
- Asceles civilis
- Asceles clavatus
- Asceles cornucervi
- Asceles diadema
- Asceles dipterocarpus
- Asceles dorsalis
- Asceles elongatus
- Asceles gadarama
- Asceles glaber
- Asceles gracillimus
- Asceles heros
- Asceles icaris
- Asceles larunda
- Asceles lineatus
- Asceles longipes
- Asceles malaccae
- Asceles mancinus
- Asceles margaritatus
- Asceles mecheli
- Asceles nigrogranosus
- Asceles obsoletus
- Asceles opacus
- Asceles panteli
- Asceles penicillatus
- Asceles perplexus
- Asceles pumila
- Asceles rufescens
- Asceles rulanda
- Asceles rusticus
- Asceles scabra
- Asceles tanarata
- Asceles validus
- Asceles villosus